# Lê Nhân Tông
Lê Nhân Tông (chữ Hán: 黎仁宗 28 tháng 5 năm 1441 – 25 tháng 10 năm 1459) tên húy là Lê Bang Cơ (黎邦基), là vị hoàng đế thứ ba của Hoàng triều Lê nước Đại Việt, trị vì trong vòng 17 năm, từ ngày 15 tháng 9 năm 1442 đến khi bị Lê Nghi Dân sát hại vào mùa đông năm 1459.
Lê Bang Cơ là con thứ ba của Lê Thái Tông, được Thái Tông lập làm thái tử chỉ 6 tháng sau khi sinh ra. Năm 1442, Lê Thái Tông đi tuần miền Đông, đột ngột qua đời. Các tể tướng theo di mệnh của Thái Tông lập Lê Nhân Tông Lê Bang Cơ lên ngôi Hoàng đế, lúc ấy mới 1 tuổi, nên mẹ là Tuyên Từ Hoàng thái hậu buông rèm nhiếp chính. Trong vòng 10 năm đầu giữ ngôi, nhà vua nhờ sự giúp sức của Thái hậu và các tể tướng, đại thần như Lê Khả, Lê Thụ, Lê Liệt,... đã giữ được sự yên ổn trong nước. Ở phía Nam, năm 1444-1445, Chiêm Thành hai lần đưa quân xâm lấn Hóa châu. Năm 1446, triều đình sai Lê Khả, Lê Thụ, Lê Khắc Phục đem đại quân chinh phạt đất Chiêm, hạ thành Đồ Bàn và bắt vua Chiêm là Bí Cai. Cũng vào thời Lê Nhân Tông, năm 1448 triều đình sáp nhập xứ Bồn Man vào Đại Việt.
Năm 1452, Thái hậu cho Lê Nhân Tông tự coi chính sự. Hoàng đế ra sức khuyến khích nông nghiệp và tổ chức một số khoa thi Nho học tìm người có tài ra làm quan. Nhân Tông còn truy tặng cho các công thần khai quốc của Hoàng triều Lê, ban ruộng đất cho hậu duệ của họ và tăng lương cho quan lại, vương hầu. Năm 1459, anh khác mẹ của Nhân Tông là Lê Nghi Dân làm binh biến giết nhà vua và thái hậu. Sử sách mô tả Nhân Tông là vị hoàng đế đức độ, coi trọng Nho học, không đam mê tửu sắc, và biết nghe can gián. Cái chết sớm của nhà vua đã khiến cho quan lại "nuốt hận ngậm đau" và thần dân "như mất cha mất mẹ".

## Thân thế
Lê Nhân Tông có tên thật là Lê Bang Cơ (黎邦基), tên dùng trong các văn kiện ngoại giao với nhà Minh là Lê Tuấn (黎濬). Lê Bang Cơ sinh vào ngày 9 tháng 5 âm lịch năm Tân Dậu (28 tháng 5  năm 1441), là con trai thứ ba của Lê Thái Tông, mẹ là Tuyên Từ Văn Hoàng hậu Nguyễn Thị Anh, người làng Bố Vệ huyện Đông Sơn, Thanh Hóa.
Trước khi Bang Cơ ra đời, Lê Thái Tông đã có hai người con trai: Dương Chiêu nghi sinh ra Lê Nghi Dân và Bùi Quý nhân sinh ra Lê Khắc Xương. Không lâu sau, vào năm 1442, Ngô Tiệp dư sinh ra Lê Tư Thành, là con trai út trong tổng số 4 người con trai của Lê Thái Tông.
Đầu năm 1441, Hoàng đế Thái Tông lập Nghi Dân làm Thái tử. Theo sách Đại Việt Sử ký Toàn thư do sử quan đời Hồng Đức Ngô Sĩ Liên biên soạn, sau việc này Dương Thị Bí (sinh ra Nghi Dân) càng trở nên kiêu ngạo, nhiều lần làm phật ý Thái Tông. Thái Tông giận, bèn giáng Thị Bí xuống làm Chiêu nghi và phế ngôi thái tử của Nghi Dân. Ngày 16 tháng 11 âm lịch năm 1441,nhà vua lập Lê Bang Cơ làm Hoàng thái tử, giáng Nghi Dân làm Lạng Sơn vương (諒山王) và phong Khắc Xương làm Tân Bình vương (新平王). Trong chiếu phong Thái tử có viết:
| “ | Đặt Thái tử để vững gốc rễ, lập con đích để chính danh phận. Đó là mưu xa của xã tắc, kế lớn của quốc gia. Hoàng tử Bang Cơ thể chất vàng ngọc, tư thái anh minh, vừa có uy vọng của một bậc quân vương, lại đúng danh phận là con đích tôn quý. Vậy sai Nhập nội Đại Đô đốc Lê Liệt mang sắc mệnh lập làm Hoàng thái tử. | ” |

Năm 1442, Lê Thái Tông đi tuần miền đông. Ngày 4 tháng 8 âm lịch (7 tháng 9 dương lịch), hoàng đế đột ngột qua đời ở vườn Vải, huyện Gia Định, khi đó mới 20 tuổi. Ngày 12 tháng 8 âm lịch (15 tháng 9 dương lịch) năm 1442, các tể tướng, đại thần Lê Khả, Lê Thụ, Lê Xí, Lê Liệt, Lê Bôi lập Lê Bang Cơ (2 tuổi) lên ngôi Hoàng đế, đổi niên hiệu là Thái Hòa (大和), sử gọi là Lê Nhân Tông (黎仁宗). Tháng 6 âm lịch năm 1443, triều đình lấy ngày sinh của hoàng đế làm Hiến Thiên Thánh Tiết.

## Cai trị

### Thái hậu nhiếp chính

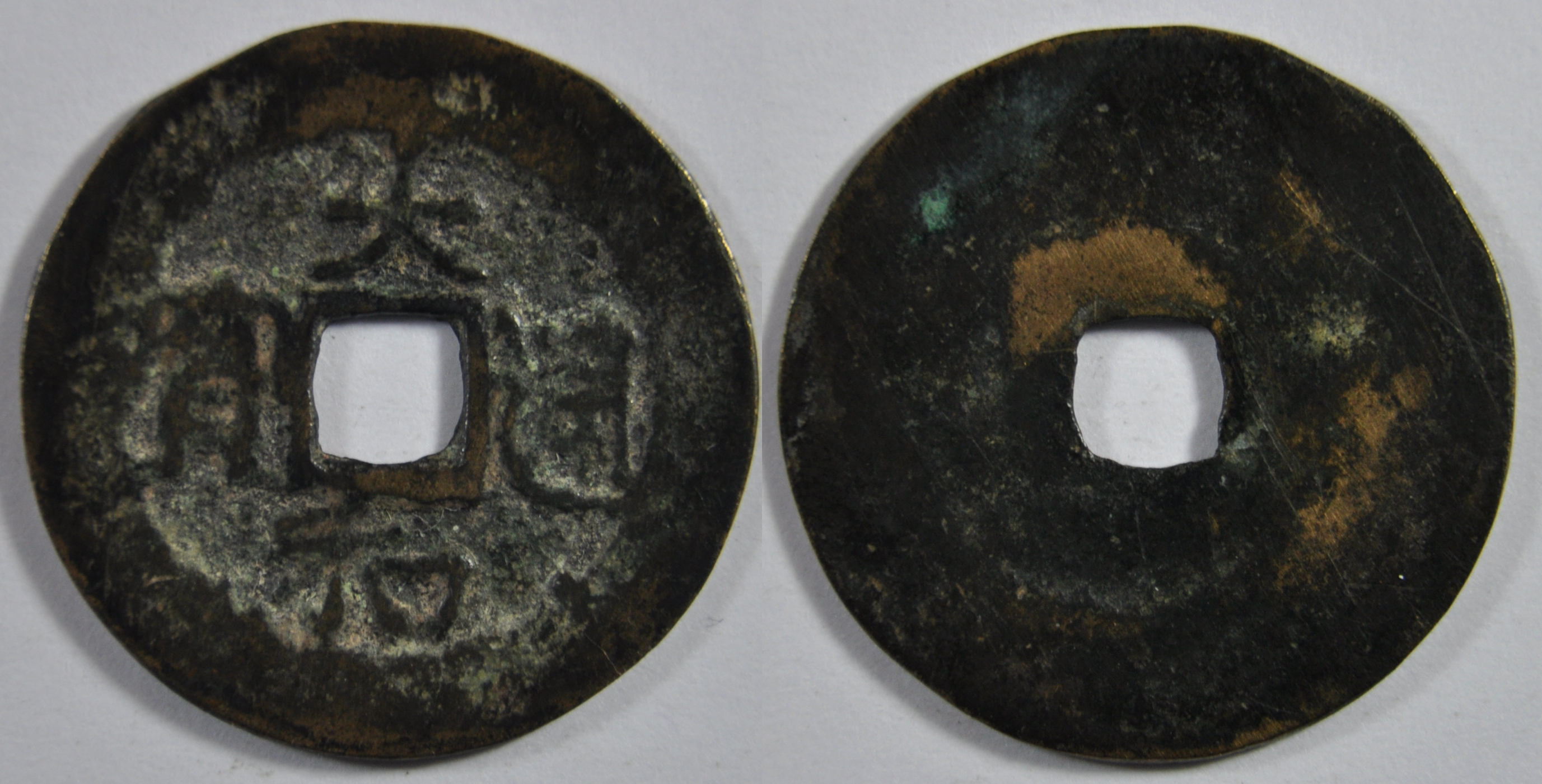
Tiền Đại Hòa thời Lê Nhân Tông.

Lúc đó ông mới lên 1 tuổi, Thần phi Nguyễn Thị Anh được tôn làm Hoàng thái hậu, buông rèm nghe chính sự. Sử sách gọi là Tuyên Từ Hoàng thái hậu. Hoàng thái hậu dùng phép sẵn có từ đời trước, được các huân hựu đại thần như Lê Khả, Lê Thụ, Lê Liệt,... phò tá nên trong khoảng hơn 10 năm, nước Đại Việt bình yên. Ngày 2 tháng 2 âm lịch năm 1443, thái hậu thay mặt Nhân Tông xuống chiếu cầu lời nói thẳng từ đại thần và nhân dân để giúp vua giữ yên đất nước:
| “ | Mới rồi trời hiện điềm tai biến như sao sa, động đất. Trẫm rất lo sợ, suy nghĩ nguyên nhân tai biến, không biết bởi đâu. Có phải vì trẫm mới cầm quyền, chưa biết giảm nhẹ lao dịch thuế khóa, có điều không lợi cho dân không? Hay là phụ quốc đại thần điều hòa trái lẽ nên khí âm dương không hài hòa mà đến thế chăng? Hay là việc ngục tụng không công bằng, hối lộ công khai, xử án còn nhiều oan uổng mà đến nỗi thế chăng? Hay là chức thú lệnh chưa được người giỏi, làm bừa trái phép, nhiễu hại dân chúng mà đến nỗi thế chăng? Hay là bọn cung nữ oán hờn chưa thả chúng ra nên hại tới hòa khí mà đến nỗi thế chăng? Có phải là bọn gièm pha âm mưu xảo quyệt, để công thần chịu oan khuất chưa được rửa oan mà đến nỗi thế chăng? Hay là vì bày việc thổ mộc, xây dựng cung điện chăng? Kẻ tiểu nhân được tiến dùng, còn người quân tử phải lui ẩn chăng? Đường nói năng bịt kín mà ơn trên bị che lấp chăng. Bọn phi tần lộng hành mà cửa sau bỏ ngỏ chăng. Lệnh cho khắp quan lại, quân dân, đều phải hết lòng bày tỏ những điều có thể xoay được lòng trời, dập hết tai biến, hãy thẳng thắn nói ra, chớ nên ẩn giấu, để giúp trẫm sửa những điều thiếu sót. | ” |

Không lâu sau khi vua Lê Nhân Tông lên ngôi, tháng 5 âm lịch năm 1444, vua Chiêm Thành là Ma Ha Bí Cai dẫn quân vào đánh Hóa Châu. Triều đình cử Nhập nội Kiểm hiệu Thái bảo Lê Bôi, Tổng quản Lê Khả mang 10 vạn quân đánh bại Chiêm Thành. Đến tháng 4 âm lịch năm 1445, quân Chiêm đánh vào thành An Dung của Hóa Châu, nhưng cũng bị thua. Mùa xuân năm 1446, Thái hậu thấy Chiêm Thành nhiều lần "dốc quân cả nước vào cướp", nên sai Nhập nội Đô đốc bình chương Lê Thụ, Lê Khả và Thiếu phó Lê Khắc Phục dẫn 60 vạn quân chinh phạt Chiêm Thành. Đồng thời triều đình cử Đồng tri Thẩm hình viện sự Trình Chân, Chuyển vận sứ huyện Thanh Oai Nguyễn Đình Mỹ sang nước Minh báo việc Chiêm Thành lấn cướp. Trên mặt trận, quân Đại Việt liên tiếp thắng lợi, đánh chiếm quốc đô Đồ Bàn, bắt sống Bí Cai cùng nhiều tướng tá, thủ lĩnh bộ tộc, cung nữ và khí giới đem về Đông Kinh. Cháu gọi Bí Cai bằng cậu là Ma Ha Quý Lai sai các bồi thần Chế Cữu, Ma Thúc và Bà Bị dâng biểu xin thần phục Đại Việt, được lập làm vua mới của Chiêm. Sau này khi Trung Quốc nhận tin Đại Việt đánh thắng Chiêm Thành, Hoàng đế Trung Quốc Minh Anh Tông đã hạ chiếu đòi Lê Nhân Tông thả Bí Cai về nước, nhưng triều đình Việt phớt lờ.
Tháng 7 âm lịch năm 1448, nước Bồn Man (盆蠻) dâng hai con voi, xin nội thuộc vào Đại Việt. Triều đình sáp nhập Bồn Man, đổi làm châu Quy Hợp (歸合).
Cuối năm 1448, triều đình mở khoa thi Hội tuyển nhân tài làm quan. Khoa này có hơn 750 sĩ tử tham gia, trong đó 27 người được chấm đỗ. Sau đó triều đình tiếp tục cho thi Đình; nhà vua ra điện Tập Hiền, ban đề văn sách hỏi về lễ nhạc, hành chính, cuối cùng chọn được 3 đệ nhất giáp tiến sĩ cập đệ (Nguyễn Nghiêu Tư, Trịnh Thiết Trường và Chu Thiêm Uy), 12 đệ nhị giáp tiến sĩ xuất thân và 12 đệ tam giáp đồng tiến sĩ xuất thân.
Năm 1449, triều đình định lại phép thi lại điển. Trước đấy người thi lại điển chỉ cần thi ám tả, viết và toán, ai thi trúng sẽ được tuyển vào các cục. Đến thời Nhân Tông, các đại thần thấy thể lệ này khiến quá nhiều người thi đỗ, nên quy định "cho thi ám tả và nghĩa của bản kinh và Tứ thư mỗi thứ một bài, cho đề thi trái với những điều đã học"; do vậy, kỳ thi lại điển năm 1449 chỉ có 85 người thi đỗ. Từ đây bắt đầu lệ thi lại điển bằng ám tả và Tứ thư, Ngũ kinh.
Tháng 2 âm lịch năm 1449, triều đình sai Tư khấu Lê Khắc Phục đôn đốc cục Bách tác và các quân vệ Thiên Quan, Tứ sương phối hợp với quân dân trấn Thái Nguyên đào sông Bình Lỗ dài 25.000 trượng, trải từ Lãnh Kinh (gần Đáp Cầu, tỉnh Hà Bắc ngày nay) tới cầu Phù Lỗ (nay thuộc huyện Sóc Sơn, Hà Nội), mang lại thuận lợi cho việc giao thông vận tải.
Tháng 3 âm lịch năm 1449, vua Chiêm Quý Lai bị em là Quý Do cướp ngôi. Quý Do sai sứ sang triều cống Đại Việt, nhưng triều đình từ chối không tiếp nhận lễ vật và phán: "Tôi giết vua, em giết anh là tội đại ác xưa nay, trẫm không nhận đồ dâng". Sứ Chiêm phải mang trả lại lễ vật về nước. Tiếp đó Thái hậu sai Đồng tri Hữu Tri sự Nguyễn Hữu Quang, Điện trung thị Ngự sử Trình Ngự đem thư sang Chiêm Thành, với nội dung như sau: "Sự thực của các ngươi như thế nào thì phải sang trình bày cho rõ".
Tháng 7 âm lịch năm 1449, triều đình đổi tên, chia lại một số hiệu quân: quân Hỏa đồng được đổi làm quân Thần lôi và Thần điện; quân Thiện trạo đổi làm các quân Hải hồng, Hải mã, Hải kinh, Hải thu; hiệu quân Bát náo đổi làm quân Hải cốt.
Tháng 11 âm lịch năm 1449, triều đình ban hành 14 điều luật về điền sản, đưa vào bộ hình luật.
Ngày 26 tháng 7 âm lịch năm 1451, Thái hậu xử tử Thái úy Lê Khả và Tư khấu Lê Khắc Phục, người đương thời cho rằng hai người bị oan.

### Đích thân chấp chính
Tháng 11 âm lịch năm 1453, Hoàng đế lên 12 tuổi, có thể tự coi chính sự, Tuyên Từ Thái hậu trả lại quyền chính cho Hoàng đế rồi lui về ở cung riêng. Khi tự mình ra coi chính sự, Hoàng đế xuống lệnh đại xá, và đổi niên hiệu là Diên Ninh (延寧). Năm 1454 trở thành năm Diên Ninh thứ nhất.
Lê Nhân Tông tỏ ra độ lượng với các công thần khai quốc có tội bị xử tử trước đây, từ thời Lê Thái Tổ, Lê Thái Tông đến khi Tuyên Từ Hoàng thái hậu chấp chính. Ngay khi ra cầm chính sự, Nhân Tông ra nhiều chiếu chỉ biểu dương công lao của họ, hoặc trả lại của cải, ruộng đất cho con cháu họ. Nhân Tông khôi phục lại quan tước và ban cho con cháu Trịnh Khả (bị xử tử năm 1451) 100 mẫu ruộng; cấp 100 mẫu ruộng cho con cháu Lê Sát và Lê Ngân (bị xử tử năm 1437); trả lại điền sản trước đây cho con cháu Phạm Văn Xảo (bị xử tử năm 1430) và Trần Nguyên Hãn (bị xử tử năm 1429). Nhân Tông biểu dương công lao sự nghiệp của Nguyễn Trãi (bị xử tử năm 1442): Nguyễn Trãi là người trung thành giúp đức Thái Tổ dẹp yên giặc loạn, giúp đức Thái Tông sửa sang thái bình. Văn chương và đức nghiệp của Nguyễn Trãi, các danh tướng của bản triều không ai sánh bằng. Tuy nhiên, Nhân Tông vẫn chưa minh oan cho Nguyễn Trãi, điều mà Lê Thánh Tông đã làm sau này.
Lê Nhân Tông còn tăng chức 1 bậc cho các công thần đã hy sinh thời khởi nghĩa Lam Sơn như Đinh Lễ và Lý Triện. Đây từng là hai tướng giỏi nhất trong đội nghĩa binh của Lê Thái Tổ, đánh tan quân Minh ở Tốt Động-Chúc Động (1426) và vây thành Đông Quan nhưng sau bị đánh úp giết chết (1427).
Trong các năm 1452, 1458, vua Nhân Tông tổ chức thi Hội, nhưng không thi Đình như ở năm 1448.
Năm Quý Hợi (1455), vua Lê Nhân Tông sai Quốc tử giám Bác sĩ Phan Phu Tiên soạn bộ quốc sử cũng mang tên Đại Việt sử ký (Phan Phu Tiên), viết tiếp quyển thời Trần là Đại Việt sử ký (Lê Văn Hưu), bắt đầu từ Trần Thái Tông cho đến khi Lê Thái Tổ đánh bại hoàn toàn quân Minh xâm lược.
Ngoài ra, Hoàng đế cũng ban hành nhiều chỉ dụ khuyến khích sản xuất, miễn giảm thuế khóa; ông căn dặn các quan trấn, lộ, phủ, huyện "phải bảo dân gắng sức làm ruộng, xử án phải cho công bằng, nếu có trộm cướp, phải hết lòng lùng bắt", các đại thần võ tướng như Nhập nội Tư đồ bình chương sự Lê Hiêu, Nhập nội Đô đốc bình chương sự Lê Lựu phải "trông coi các việc giữ vững thành trì, ngày đêm nghiêm ngặt, tuần phòng trong ngoài theo đúng phép", còn quan coi lăng tẩm ở Tây Kinh (hay Lam Kinh – đất tổ và cũng là kinh đô thứ hai của Hoàng triều Lê) làm mọi việc "phải thành kính, tinh khiết như ngã cây, chặt che, kiếm củi". Hoàng đế còn xuống chiếu cứu giúp những kẻ không vợ, góa chồng, mồ côi, cô đơn và biểu dương những người chồng nghĩa khí, người vợ trinh tiết.

## Cái chết
Từ khi bị mất ngôi thái tử, Lạng Sơn vương Lê Nghi Dân vẫn thường có lòng oán hận và muốn thoán đoạt ngôi của Nhân Tông. Các tác giả hiện đại phỏng đoán rằng ngày càng có nhiều người dị nghị về nguồn gốc của Nhân Tông nên càng thúc đẩy Nghi Dân nổi loạn. Trong khi đó, theo sách Đại Việt thông sử do Lê Quý Đôn soạn vào thời Lê Trung hưng, Nhân Tông nghĩ Nghi Dân là anh ruột nên không có ý đề phòng gì cả. Đại Việt Sử Ký Toàn Thư cũng chép rằng, ngày 3 tháng 1 âm lịch năm 1456, nhà vua đã mời Nghi Dân cùng ăn yến tiệc.
Ngày 3 tháng 10 năm Kỷ Mão (tức 28 tháng 10 năm 1459), Nghi Dân đang đêm cùng các thủ hạ bắc thang vào tận trong cung cấm giết Lê Nhân Tông. Hôm sau Tuyên Từ Hoàng thái hậu cũng bị hại. Khi đó Nhân Tông mới 18 tuổi, trị vì được 17 năm. Đại Việt sử ký toàn thư có kể Lê Nghi Dân đã được viên chỉ huy cấm binh Lê Đắc Ninh tiếp tay trong việc giết hại Nhân Tông: ....Bấy giờ, Lê Đắc Ninh là Đô chỉ huy giữ Cấm binh đương phiên trực, đã không chịu dẫn quân ra trước ngăn giữ, lại đem giúp kẻ phản nghịch. Cho nên Nghi Dân mới tiếm đoạt được ngôi báu, mà các quan văn võ phải nuốt hận ngậm đau, trăm họ bốn phương như mất cha mất mẹ.
Khi biết Nghi Dân sẽ làm đảo chính, Nội nhân thị thái hậu phó chưởng Đào Biểu đã giả mạo làm Lê Nhân Tông, khoác hoàng bào và lên long sàng mà nằm. Không may, Nghi Dân biết được, nên cũng giết Đào Biểu luôn.
Ngày 7 tháng 10 âm lịch năm 1459, Lê Nghi Dân tự xưng làm Hoàng đế, ban chiếu tuyên bố lên ngôi: 
"Trẫm là con trưởng của Thái Tông Văn Hoàng đế, trước đây đã được phong là Hoàng thái tử, giữ ngôi chính ở Đông cung. Chẳng may Tiên đế đi tuần miền đông, bỗng băng ở bên ngoài. Nguyễn Thái hậu muốn giữ vững quyền vị, ngầm sai nội quan Tạ Thanh dựng Bang Cơ làm đế, bắt Trẫm làm phiên vương xứ Lạng Sơn. Sau Tạ Thanh tiết lộ việc ấy, lây đến cả Thái úy Trịnh Khả và Tư không Trịnh Khắc Phục, Thái hậu bắt giết cả đi để diệt khẩu. Cho nên từ đó đến giờ, hạn hán sâu bệnh liên tiếp xảy ra, tai dị luôn luôn xuất hiện, đói kém tràn lan, trăm họ cùng khốn. Diên Ninh tự biết mình không phải là con của tiên đế, hơn nữa lòng người ly tán, nên ngày mồng 3, tháng 10 năm nay, đã ra lệnh cho Trẫm lên thay ngôi báu. Trẫm nhờ người trông xuống, tổ tông phù hộ, cùng các vương, đại thần, các quan văn võ trong ngoài đồng lòng suy tôn, xin trẫm nên nối đại thống, hai ba lần khuyên mời, trẫm bất đắc dĩ đã lên ngôi vào ngày mồng 7, tháng 10 năm nay, đổi niên hiệu là Thiên Hưng".
Tuy nhiên, Lê Nghi Dân chỉ ở ngôi được 8 tháng thì bị các huân hựu đại thần Nguyễn Xí, Đinh Liệt, Lê Lăng, Nguyễn Đức Trung làm binh biến giết chết. Các đại thần xét trong con của Lê Thái Tông còn lại Gia vương Lê Tư Thành, thông minh, hiền đức, bèn thỉnh ý đưa Gia vương lên ngôi Hoàng đế, sử gọi là Lê Thánh Tông.
Vua Thánh Tông lên ngôi đã hành quyết Lê Đắc Ninh, làm lễ phát tang cho Lê Nhân Tông và Tuyên Từ Hoàng thái hậu. Triều đình rước bài vị Nhân Tông vào thờ ở Thái Miếu, sau đó rước kim sách tôn miếu hiệu là Nhân Tông (仁宗), thụy hiệu là Khâm Văn Nhân Hiếu Tuyên Minh Thông Duệ Tuyên Hoàng đế (欽文仁孝宣明聰睿宣皇帝). Đời sau gọi là Nhân Tông Tuyên hoàng đế (仁宗宣皇帝). Theo Đại Việt Sử ký Toàn thư, từ đầu năm 1460 trời không mưa, phải đến hôm đưa bài vị Nhân Tông vào Thái Miếu trời mới mưa lớn.
Ngày 23 tháng 9 âm lịch năm 1459, Lê Nhân Tông được an táng ở Mục Lăng (穆陵), Lam Sơn. Lê Thánh Tông sai Trung thư lệnh Tri tam quán sự nhưng tri học sinh ngự tiền nhị cục khinh xa úy Nguyễn Trực và Trung thư sảnh Trung thư lệnh thị lang nhập thị kinh diên kiêm quản cận thị chi hậu các cục thượng kỵ đô úy Nguyễn Bá Ký soạn văn bia Mục Lăng kể công đức của vua Nhân Tông.

## Nhận định
Sách Đại Việt Sử ký Toàn thư có dẫn lời nhận xét của sử quan nho thần Phan Phu Tiên về Lê Nhân Tông:
| “               | Nhân Tông lên nối ngôi vào tuổi ấu thơ, bên trong có mẫu hậu buông rèm trông coi chính sự, bên ngoài các đại thần đồng lòng phò tá trị nước, cho nên trong khoảng 17 năm, thiên hạ thái bình, an cư lạc nghiệp, xứng đáng là vua nhân từ. Đến lúc cuối đời bị lũ vô lại Đồn, Ban xướng xuất, khiến Lệ Đức hầu Nghi Dân đang đêm bắc thang trèo thành, lẻn vào cung cấm, vua và Tuyên Từ Hoàng thái hậu đều bị hại. Thương thay ! | ” |
| — Phan Phu Tiên | |   |

Ngô Sĩ Liên làm Triều liệt Đại phu Quốc Tử giám Tư nghiệp kiêm Sử quan Tu soạn vào niên hiệu Hồng Đức thời Lê Thánh Tông, khi soạn sách Đại Việt Sử ký Toàn thư đã đánh giá Lê Nhân Tông là vị hoàng đế giỏi giữ cơ đồ:
| “             | Vua tuổi còn thơ ấu đã có thiên tư sáng suốt, vẻ người tuấn tú đường hoàng, dáng điệu nghiêm trang, sùng đạo Nho nghe can gián, thương người làm ruộng, yêu nuôi muôn dân, thực là bậc vua giỏi, biết giữ cơ đồ, không may bị cướp ngôi giết hại. Thương thay! | ” |
| — Ngô Sĩ Liên | |   |

Bài văn bia tại Mục Lăng do hai văn thần Nguyễn Trực và Nguyễn Bá Ký biên soạn thì ca ngợi đức độ và công lao của Lê Nhân Tông như sau:
| “ | Vua thần sắc anh tuấn, dung dáng đúng đắn, mỗi khi tan chầu, thân đến kinh diên đọc sách, mặt trời xế bóng về Tây mới thôi. Khi đã thân coi chính sự thì tế thần kỳ, thờ tôn miếu, đối với Thái hậu thì dốc lòng hiếu đễ, đối với anh em thì hết lòng thương yêu, hòa thuận với họ hàng, kính lễ với đại thần, tôn chuộng Nho thuật, xét lời gần, nghe lời xa, chăm sóc chính sự, cẩn thận thưởng phạt, trọng việc nông tang chuộng nghề gốc rễ, hết lòng thương dân, không thích xây dựng, không ham săn bắn, không gần thanh sắc, không hám tiền của, hậu đối với người, bạc đối với mình, bên trong yên tĩnh, bên ngoài thuận lòng, răn cấm tướng ngoài không gây hấn khích. Đến khi Chiêm Thành hai lần cướp Hóa Châu thì sai tướng đem quân đi đánh, bắt được chúa nó là Bí Cai, nước lớn sợ uy, nước nhỏ mến đức. Phàm chính sự đều noi theo phép cũ, đều có phép sẵn, sai đình thần bàn hết tất cả rồi mới thi hành; cho nên chính trị hay giáo hóa tốt, khắp ra bốn biển, trăm họ mến đức, đời được thái bình. Ngày băng thình lình, trăm họ như mất cha mất mẹ. Ôi tư chất của vua như vậy mà gặp phải tai biến như vậy, thì chẳng phải là trời đất rộng lớn dường ấy mà loài người vẫn còn có chỗ đáng tiếc đó sau? | ” |

Tuy nhiên, Đại Việt Sử ký Toàn thư cũng dẫn lời bài Trung Hưng Ký được viết vào niên hiệu Quang Thuận thời Lê Thánh Tông; bài này nhìn nhận rất tiêu cực về chính sự thời Lê Nhân Tông và Tuyên Từ Hoàng thái hậu:
| “               | Nhân Tông mới lên hai tuổi đã sớm nối ngôi vua, Thái hậu Nguyễn thị là gà mái gáy sớm, Đô đốc Lê Khuyển như thỏ khôn giữ mệnh. Vua đàn bà mắt quáng buông rèm ngồi chốn thâm khuê, bọn họ ngoại lòng tham, khoác lác hoành hành khắp cõi, kẻ thân yêu nắm quyền vị, nạn hối lộ được công khai. Việc văn giáo lặng lẽ như băng hàn người hiền từ phải bó cánh. Bậc túc nho như Lý Tử Tấn, Trình Thuấn Du thì đẩy vào chỗ nhàn, phường dốt đặc ồn ào như ong đàn nổi dậy, như chó chuột nhe răng. Tể thần như Lê Sủng, Lê Sát thì ngu si không phân biệt sáu loại súc vật, Chưởng binh Lê Điên, Lê Luyện thì mù tịt, chẳng sao hiểu được bốn mùa một năm. Bậc lương thần như Trịnh Khả, Khắc Phục thì kèn cựa mà giết đi, người tài sĩ như Nguyễn Mộng Tuân thì đẩy vào vòng tai họa. Oan uổng không chỉ kêu xin, mọi việc thảy đều đổ nát. Văn giai như Công Soạn tuổi gần tám mươi, tể thần như Lê Ê không biết một chữ. Bọn trẻ không biết nghĩ, làm bậy ngông cuồng, người già chẳng chết đi, trở thành mối họa. Bán quan mua kiện, ưa giàu ghét nghèo. Hiền tài là rường cột của triều đình mà sạch không như quét đất. Văn chương là khí vận của nhà nước mà im ắng tựa cỏ khô. Bọn xiểm nịnh được tin dùng, kẻ đao bút được tiến cử. Hành khiển Nguyễn Hữu Quang, Nội mật Lê Hoàn Chi, hoạn quan chừng năm sáu bọn mà không một người đóng cửa cho nghiêm; Cấm vệ Lê Đắc Ninh, Chỉ huy Lê Hoằng Dục, vệ sĩ đến tám chín lũ mà không một ai mang mộc che đỡ. Lòng người sôi động, đường sá xôn xao. Họ ngoại như Văn Lão, Xương Lê, lòng như quỷ quái, vị không như Trần Lựu, Đỗ Tư ai chẳng cười chê? Cửa ngõ thì sơ sài, tay không cũng phá nổi... Thế là nó dẫn quân cú vọ cáo cầy, ngầm nuôi mưu kế cướp ngôi phản nghịch. Bọn tặc thần Phạm Đồn, Phan Ban, Trần Lăng, Ngô Trang và phường chó lợn hơn 300 đứa, nửa đêm dám cả gan bắc thang trèo tường lẻn vào như là vào chỗ không người. Vua và Hoàng thái hậu đều bị hại, thương thay. | ” |
| — Trưng Hưng Ký | |   |

## Trong văn hoá đại chúng
| Năm  | Tác Phẩm                | Diễn Viên        |
| 2012 | 《Thiên mệnh anh hùng》 | Phùng Quang Tùng |

2021: Sương Khói Đông Kinh - Quyển 1: Vùng đất ánh sáng